# École nationale supérieure d'électrotechnique, d'électronique, d'informatique, d'hydraulique et des télécommunications
École nationale supérieure d'électrotechnique, d'électronique, d'informatique, d'hydraulique et des télécommunications este o universitate tehnică de stat din Toulouse (Franța), fondată în 1907.

## Secții
- Master

Domeniu: Inginerie (în parteneriat cu École nationale de l'aviation civile)
- Doctorat

Domeniu: Mecanica fluidelor, Informatică, Systems engineering, Energie
- Mastère Spécialisé
- MOOC.